# الزرة (القبيطة)

تعديل مصدري - تعديل

الزرة هي إحدى قرى عزلة كرش بمديرية القبيطة التابعة لمحافظة لحج، بلغ تعداد سكانها 54 نسمة حسب تعداد اليمن لعام 2004.